# Schmelz (Patriziergeschlecht)
Schmelz, auch Schmeltz, Plural die Schmelzen, ist der Name einer dem reichsstädtischen Patriziat angehörenden Familie in der Reichsstadt Kempten.

## Geschichte
Das Geschlecht zog 1463 mit Hans Schmelz von Altusried zu. Martin Schmelz übernahm 1532 das väterliche Haus in Kempten. Im Schmalkaldischen Krieg war er 1546 einer der vier Hauptleute. Zum Ende des Krieges befahl der Kaiser der Reichsstadt Ulm, die übrigen Städte durch Schreiben zur Unterwerfung und Huldigung aufzufordern. Da Kempten auf den 2. Januar 1547 nach Ulm vorgeladen war, so stellte der Rat von Kempten am 31. Dezember 1546 dem Bürgermeister Kaspar Zeller und dem Ratsherrn Martin Schmelz Vollmacht aus, vor dem Kaiser zu erscheinen und demütigst zu bitten, er möge sie bei ihrer Religion und ihren althergebrachten Freiheiten belassen und wieder in Gnaden aufnehmen.
Ab 1552 war Martin Schmelz, ab 1635 Melchior Schmelz, ab 1690 Daniel Schmelz und ab 1727 bis 1732 Johannes Schmelz Bürgermeister der Reichsstadt Kempten. 1559 war Bürgermeister Martin Schmelz beim Reichsabschied des Reichstags zu Augsburg von 1558/1559.
Die von Laubenberg, Herren der Herrschaft Wagegg, waren im 16. Jahrhundert verschuldet und so hatten sie um 1565 auch den Brüdern Martin und Christoph Schmelz, Bürgern zu Kempten, gegen ein Darlehen von 2.000 fl. Anteile an ihrer Herrschaft verpfändet.

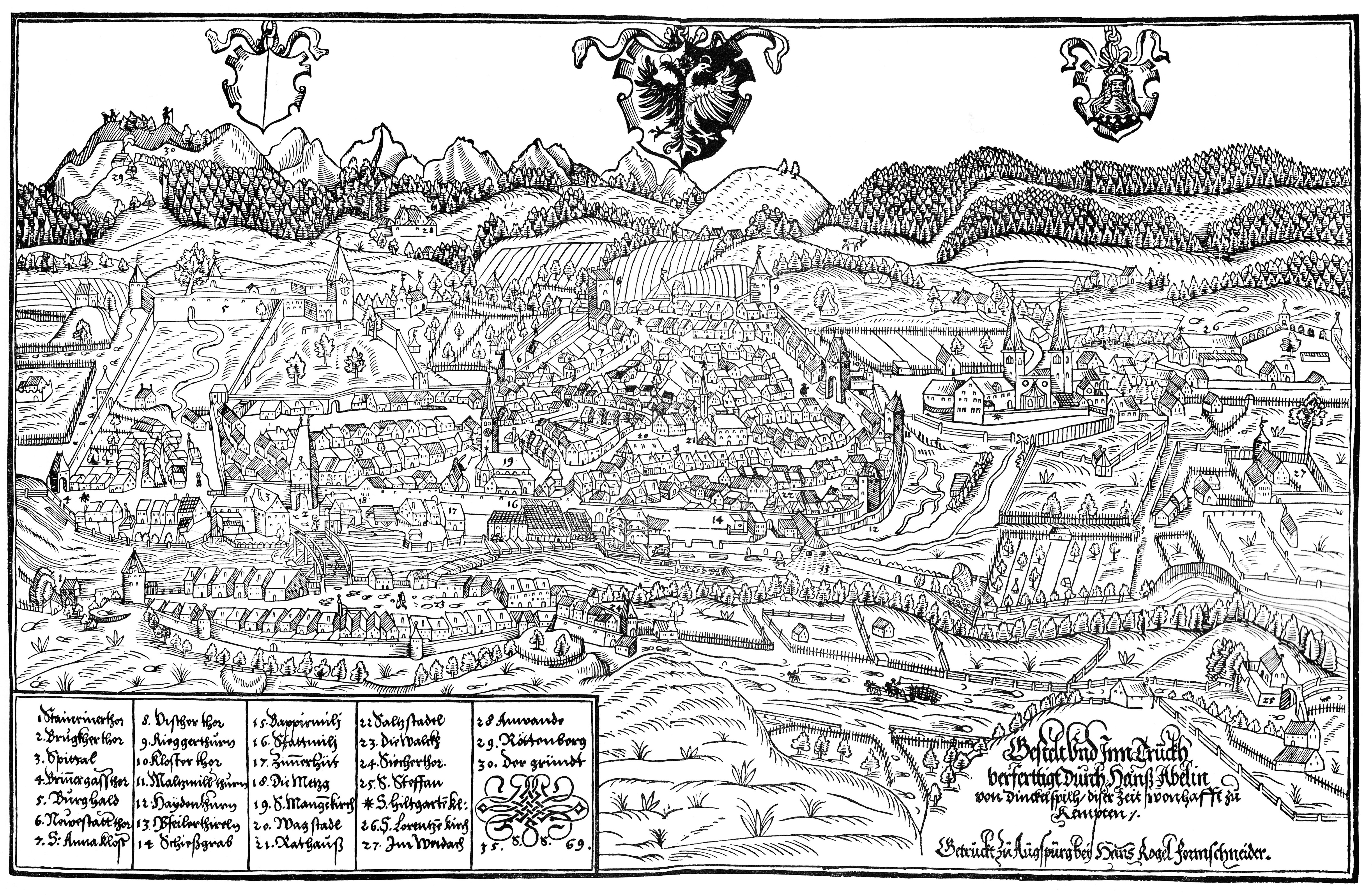
Die ummauerte Reichsstadt Kempten mit dem vor den Stadtmauern liegenden Fürststift und Burg mit Gut Anwanden (Nr. 28, kam 1600 in Familienbesitz), Holzschnitt von 1569

Auf der ältesten gedruckten Stadtansicht von Kempten (1569) erscheint Anwanden als eine Burg mit zwei Türmen (nach späterem Besitzer Haubenschloß genannt). Im Jahr 1600 hatte Tobias Schmelz mit dem Kemptener Patrizier Matthäus Gufer über das Gut Anwanden verhandelt. Auf der Grundlage des gotischen Schlösschens Anwanden wurden die Gebäude 1601 und 1632 für Tobias Schmelz wohl großenteils neu erbaut. Archivalisch ist ein Revers des Kemptener Bürgers Tobias Schmelz für Fürstabt Johann Adam Renner von Allmendingen von 1604 überliefert, die Erweiterung des Hofes zu Anwanden betreffend.

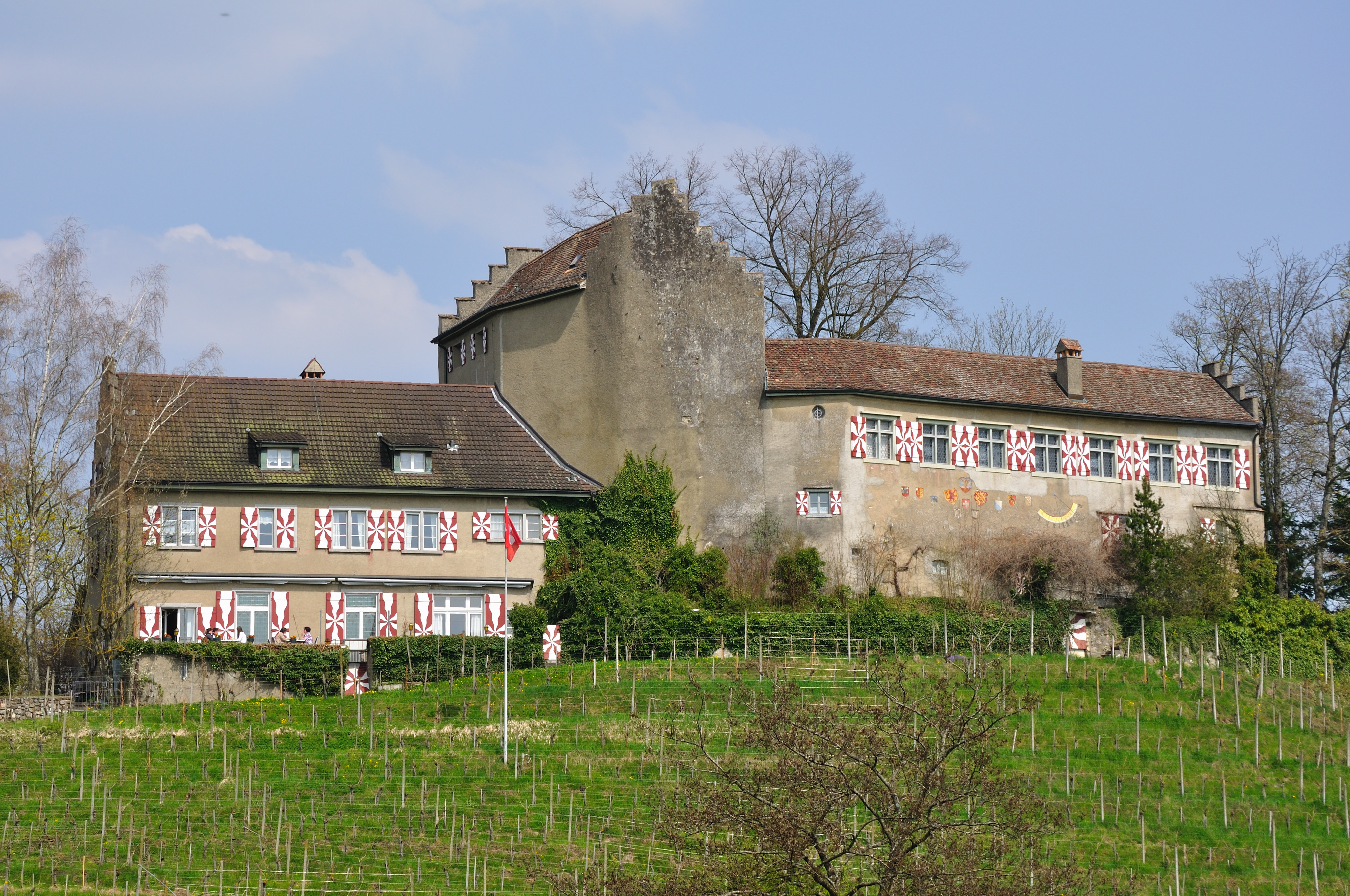
Burg Schwandegg, 1614–1640 in Familienbesitz

Tobias Schmelz von Kempten gelangte 1614 auch in den Besitz von Burg Schwandegg im Kanton Zürich. Zeitweise beschäftigte er auf der Burg viele Bauleute, die damals wohl den Südostflügel neu erbauten.  1617 kam es zu „Abwehrmassnahmen“ Steins und Schaffhausens gegen das Handelsunternehmen Tobias Schmeltz von Kempten, sesshaft zu Schwandegg. 1640 kam die Burg an Hans Steiner von Winterthur, der alte Gebäude abtragen und neue errichten ließ.
Während des Dreißigjährigen Kriegs entstehen der Reichsstadt Kempten im Jahr 1628 für Durchzüge und Einquartierungen kaiserlicher Truppen insgesamt Kosten in Höhe von 170.000 Gulden. Wenn die armen Bürger wirklich kein Geld mehr hätten, um die Soldaten zu bezahlen, so solle sich der Stadtrat an die Reichen halten. Von Tobias Schmelz z. B. sei bekannt, dass er noch 3.000 Taler besitze.
Johann Christoph König aus dem Kempter Patriziergeschlecht, Doktor der Medizin, der im Pestjahr 1628 zum Stadtarzt ernannt wurde, Esaias Schmid, Vinzenz, Daniel und David König, Hans Ulrich und Jakob aus dem Kempter Patriziergeschlecht Dorn, sowie Magdalena Schmelz waren Erben von Tobias König und Leonhard Schmelz zu Kempten.
Als Vergeltung für einen beabsichtigten Überfall der Kaiserlichen auf Kempten, unternahmen die Schweden von Kempten aus sogleich einen Beutezug ins obere Illertal. Bei der Plünderung von Immenstadt im Allgäu war Christoph Schmelz von Kempten, der während der Zeit der schwedischen Besatzung (1634) zum Rittmeister avanciert war, vorne dabei: Er plünderte am 25. und 26. September mit einer Schar uniformierter Weber aus Kempten.
Rittmeister oder auch Junker Christof Schmelz von Kempten († 1639) war mit Maria Wambolt von Umstadt verheiratet, einer Schwester des Junkern Reinhard Kasimir Wambolt von Umstadt († 1634), kurpfälzischen Rats und Hofmeisters, Herrn zu Pfyn, das er 1614 an Zürich verkaufte, und zu Dettighofen. Schmelz' Schwager Wambolt von Umstadt vermählte sich 1607 zu Elgg mit Anna Constantia, Tochter des Bonaventura II. von Bodeck zu Schloss Elgg und Schloss Pratteln.
Rittmeister Christof Schmelz hielt sich 1638 bei Bonaventura III. von Bodeck (1588–1658), dem Schwager seines Schwagers, in Pratteln auf. Ein Jahr später hielt er sich im August auf dem Bodeck'schen Schloss Elgg auf. In Begleitung seines Neffen und eines Edelmanns aus Pommern traf er in der Nähe von Elgg auf eine Reisegesellschaft, im weiteren Verlauf kam es zu einem Gemenge, und am Ende wurde Junker Christof Schmelz mit einem Degen erstochen. Beigesetzt wurde er in der Kirche zu Elgg am 24. August 1639.
Am 15. September 1636 bekannte zu Sonthofen (unweit von Kempten) Johann Christoph von Laubenberg zu Alten- und Rauchenlaubenberg und Laubenbergstein († 1639), dass die untere Zollbrücke in dem schwedischen Unwesen verbrannt worden sei, und dass er daher dem Bischof von Augsburg, Heinrich V. von Knöringen, erlaube, diese Brücke auf des Bischofs Kosten wieder aufzubauen, und den Zoll solange einzunehmen, bis er für seine Auslagen entschädigt sein werde. Danach sollten Zollgerechtigkeit und Brücke wieder Laubenberg zuteilwerden. Auch wolle Laubenberg das Holz für die Brücke bereitstellen und dem bischöflichen Zöllner die Wohnung in dem Haus bei der Brücke und die Weide für zwei Kühe gönnen. Der Augsburger Bischof ratifizierte dies am 23. Oktober 1636. Diese Brücke war früher an die Familien Hehl und Schmelz per 300 fl. versetzt. Christoph  Schmelz habe sie aber im schwedischen Unwesen (1634) abgebrannt.
Die Reichsstadt Kempten hatte, obwohl sie dem 1635 Prager Frieden beigetreten war, 1637 viel unter dem kaiserlichen Oberst Haug und seinen Kroaten zu leiden: Im Morgengrauen des 14. März 1637 erstiegen Kroaten mit Leitern die Stadtmauern Kemptens, öffneten die Stadttore und besetzen die Stadt. Am 16. März nahm ihr Oberst Haug den Stadtrat in Haft und forderte unter Androhung blutiger Plünderung 4.000 Gulden. Als die Bürgerschaft, um die Summe aufzubringen,  all ihre Barschaft zusammengetragen hatte, verlangte der Oberst, der im Stift im Quartier lag, für die Konventherren 30.000 Gulden oder die Verschreibung der Stadt, und zwang die Bürger, ihm fast jede Woche 500 Gulden zu bezahlen. Der Bürgermeister Melchior Schmelz reiste am 13. April nach Stuttgart ab, um sich im Namen der Stadt über die Bedrückungen, die Oberst Haug mit seinen Kroaten ausübte, zu beklagen. Der Oberst achtete hierauf so wenig, dass er am 17. April den Rat von Kempten wieder in Haft setzte, obwohl die Stadt eine Besatzung von Reitern hatte. Am 20. April kam Bürgermeister Melchior Schmelz mit einem Kommissar aus Stuttgart zurück, welcher Oberst Haug die Stadtschlüssel abnahm und dem Kempter Stadtrat befahl, nun Haug zu inhaftieren. Diese ernsten Maßregeln bewogen die Kroaten, die Besatzung Kemptens aufzugeben und abzuziehen.
Gegen Ende des 17. Jahrhunderts verzweigte sich das Geschlecht Schmelz auch in die Reichsstadt Biberach. Der Begründer der dortigen Glockengießhütte ist der aus Kempten stammende Christoph Schmeltz, der auf erhaltenen Glocken von 1694 genannt ist und nach einigen Jahren Aufenthalt 1698 in das Biberacher Bürgerrecht aufgenommen wurde. Sein Sohn war Johann Daniel Schmeltz I. Im Glockenguss ist der Biberacher Zweig vom Ende des 17. bis Anfang des 19. Jahrhunderts durch fünf aufeinanderfolgende Generationen vertreten. Ein hochgeschätzter Edelsteinschneider und Medailleur, aus dem Biberacher Glockengießerzweig, war auch Johann Christoph Schmelz (1726–1770), Schwiegervater des Komponisten Justin Heinrich Knecht. Ein Sohn, Georg Adolf Schmelz (1757–1793), war Goldschmied.

## Wappen

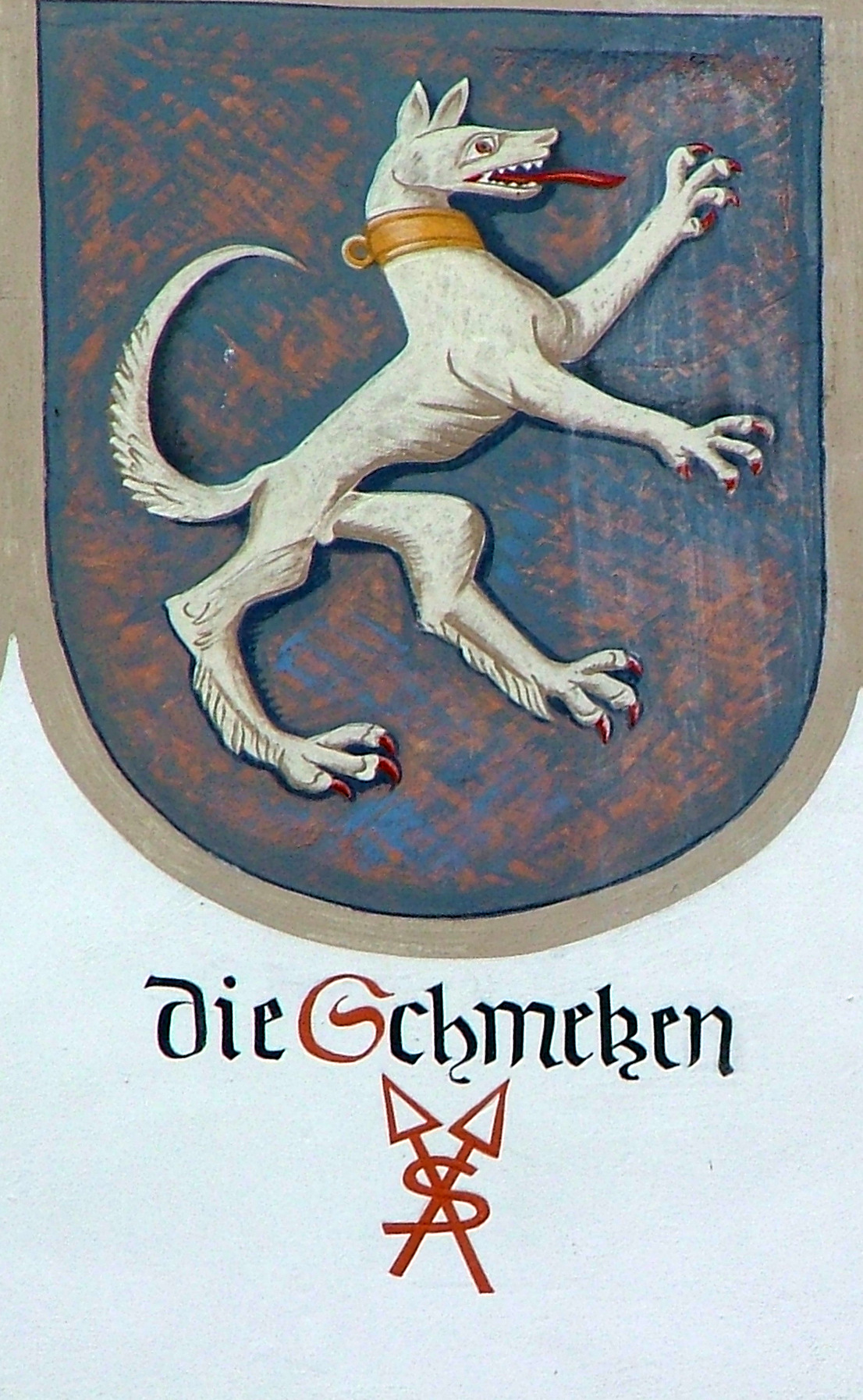
Wappen der Patrizier Schmelz
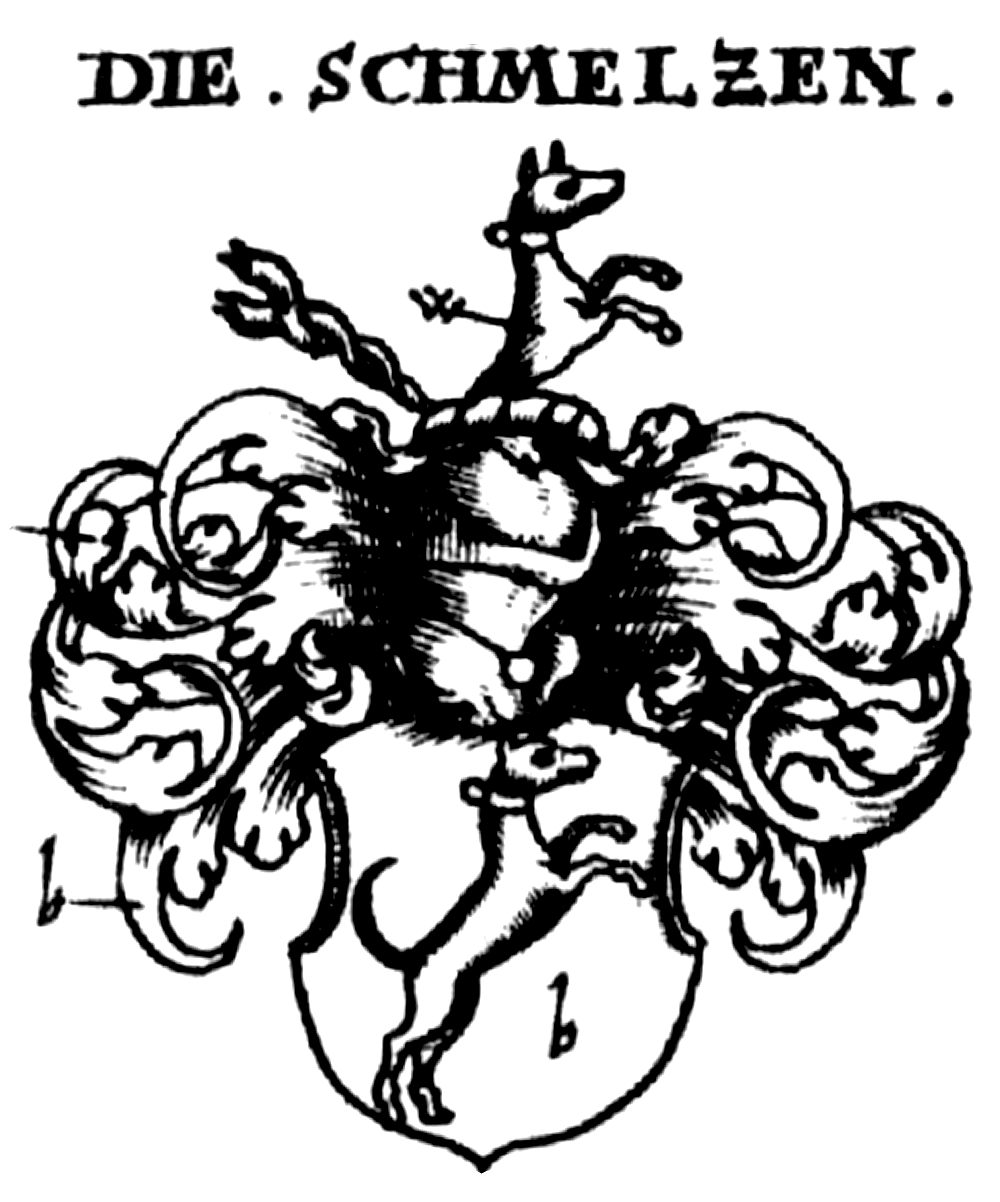
Spiegelverkehrte Darstellung in Johann Siebmachers Wappenbuch: Kemptische Erbare Patricii und Geschlechter.

Wappenbrief 9. Februar 1557 für Martin Schmelz zu Kempten:
Blasonierung: In Blau ein aufspringendes silbernes Windspiel mit golden beringtem goldenem Halsband. Dasselbe wachsend auf dem blau-silbern bewulsteten Helm mit blau-silbernen Helmdecken.